# Eucaterva bonniwelli
Eucaterva bonniwelli là một loài bướm đêm trong họ Geometridae.